# Pegoplata qiandianensis
Pegoplata qiandianensis är en tvåvingeart som beskrevs av Wei 2006. Pegoplata qiandianensis ingår i släktet Pegoplata och familjen blomsterflugor. Inga underarter finns listade i Catalogue of Life.